# 横山康吉
横山 康吉（よこやま こうきち、1913年11月 - 没年不詳）は、参松工業を設立し、日本で初めて酸糖化法によるブドウ糖生産の事業化に成功した横山長次郎の養子。参松工業の社長職と横山家を継いだ。

## 略歴
田中長兵衛の三男で、母・みなの実家を継ぎ吉田姓となった吉田長三郎（1877年生）の五男として1913年（大正2年）に生まれた。1930年（昭和5年）、親戚筋である横山長次郎（1880年生）とその妻・勝の養子となる。1934年（昭和9年）に慶應義塾高等部を卒業後、1936年（昭和11年）8月に慶應義塾長としてハーバード大学創立300周年記念式典に招かれた伯父の小泉信三と共に横浜港から船で米国に渡り、ボストン・カレッジに入学。ボストンに隣接するニュートンで下宿した。在米中の1939年（昭和14年）5月には従姉妹・峰の夫である田中耕太郎がニューヨークへ立ち寄った際にこれを出迎え、ニューヨーク万国博覧会で共にアインシュタインの演説を聴く機会を得るが会場到着が僅かに遅れチャンスを逸してしまう。卒業後は鈴木商店（味の素）に入社しロサンゼルス駐在員として勤務。1940年（昭和15年）2月には安川敏子と結婚。3月渡米し翌年長男・久一（久和）を授かる。太平洋戦争開戦4ヶ月前の1941年（昭和16年）8月に退職し妻子を連れて帰国。養父・長次郎が創業した澱粉やグルコースの製造会社、参松工業に専務として入社した。終戦翌年の1946年（昭和21年）12月に長次郎が脳卒中で急逝すると、横山家と社長職を継いだ。
1960年（昭和35年）に理化学研究所と提携。国内最初の液内培養法による糖化酵素の工業生産に成功し、資本金を倍増して一億円とする。1965年（昭和40年）には工業技術院醗酵研究所と提携し研究生を派遣。世界で初めての異性化糖生産の事業化に成功し、1967年（昭和42年）サンフラクトの名称で商品化した。1968年12月には異性化糖の生産技術確立に対し毎日工業技術奨励賞を受賞。1992年、康吉は参松工業の社長職を長男の久一に譲り自身は会長に就任。参松澱粉工業、澱粉工業助成の社長も務めた。

## 家族・親族
養母・勝の実兄は慶應義塾長を務めた小泉信三。勝の実姉・千の夫は商工大臣や法制局長官等を歴任した松本烝治。烝治の弟子であり娘婿の田中耕太郎は第二代最高裁判所長官を務めた。養父・長次郎の後妻である花の父は横浜商法学校の初代校長・美澤進であり、花の実妹・ミツの夫は神奈川大工学部教授で参松工業監査役も務めた小坂狷二。
康吉の養父側の祖父は日本近代製鉄の礎を築いた横山久太郎。叔父の横山虎雄は渋沢氏の出身で釜石製鐵所の第三代所長を務めた。実父側の祖父は初代・田中長兵衛であり、実父・吉田長三郎は兄・二代目長兵衛の下で田中鉱山株式会社の取締役を務めた。
妻・敏子は1964年の東京オリンピックで組織委員会会長を務めた安川第五郎の長女。その父方の祖父は安川財閥の創始者・安川敬一郎であり、母方の祖父は第二代大阪市長を務めた鶴原定吉。福澤諭吉の三男・福澤三八は敏子の伯父（妻・清は鶴原定吉の二女）に当たる。
長男・久一（1941年3月生）は慶應大卒業後、渡米しペンシルベニア大学大学院で学んだ。在米中より参松工業の取締役に就任。久一は安川第五郎にとって初孫であり、特に可愛がられた。次男・武次（1943年7月生）は1966年に慶應大経済学部を卒業し三菱銀行へ。大学では馬術部で成績を残し、同窓生の南子（1944年2月生）と結婚。後に参松の取締役を務める。長女・淳子（1946年1月生）は聖心女子大学を卒業し米国へ留学した。